# 萊斯特 (紐約州)
萊斯特（英語：Leicester）是一個位於美國紐約州利文斯頓縣的鎮。

## 人口
根據2020年美國人口普查的數據，萊斯特的面積為87.89平方千米，當中陸地面積為87.88平方千米，而水域面積為0.01平方千米。當地共有人口2082人，而人口密度為每平方千米24人。